# Ivano Balić
Ivano Balić (1 d'abril de 1979, Split) és un jugador d'handbol croata, qui actualment forma part del cos tècnic del RK Split. Conegut per la seva velocitat, creativitat, moviment i carisma com a jugador, Balić va guanyar el Campionat del Món 2003 i la medalla d'or olímpica a 2004 amb el Selecció de Croàcia, i tretze títols jugant per a clubs de Croàcia, Espanya i Alemanya. També va rebre dues medalles de plata al Campionat del Món (2005, 2009), dues de plata i una de bronze Campionat d'Europa medalla (2008, 2010, 2012), i una medalla de bronze olímpica (2012) amb la selecció nacional.
Considerat un dels millors jugadors del món, i ha estat votat 6 vegades com a MVP en els principals torneigs internacionals. Balić va ser votat com el jugador més valuós en cinc grans competicions internacionals consecutives i és un dels quatre jugadors masculins d'handbol que van rebre el premi Jugador de l'any de l'IHF en dues ocasions (2003, 2006). L'any 2010, va ser escollit millor jugador d'handbol de la història en una enquesta en línia organitzada per la Federació Internacional d'Handbol (IHF). Balić va ser inclòs al Saló de la Fama de l'Handbol Europeu el 2023.
Segons una enquesta al lloc web oficial de la Federació Internacional d'Handbol, va guanyar el títol de millor jugador d'handbol de tots els temps per davant de Nikola Karabatic i Talant Dujshebayev.

## Biografia

### Primers anys
Nascut a Split, Croàcia. Ivano era fill únic de jugadors d’handbol, la  mare Stjepanka i el pare Žarko Balić. Als tres mesos de néixer, Balić es va traslladar amb els seus pares a Itàlia a causa de la carrera professional del seu pare. Durant la seva estada a Itàlia, Balić va viure a Rovereto i Prato. Als set anys, Balić i la seva mare van tornar a Split. Quan el seu pare va tornar per jugar amb el RK Split a la Segona Lliga Iugoslava, Balić sempre assistia als partits.
Balić va començar a jugar a bàsquet en el Košarkaški Klub Split pel fet que era un gran aficionat del club, que en aquell temps va ser tres vegades Campió d'Europa. Va jugar a bàsquet fins al 1995, quan l'amic del seu pare i llavors entrenador del RK Split, Mate Bokan, li va suggerir que jugués a l'handbol.

### Carrera
Balić va començar la seva carrera com a jugador sènior d'handbol al RK Brodomerkur Split, que competia a la Lliga croata de primera A de màxima categoria. En la seva primera temporada, el Brodomerkur va acabar segon a la lliga i va arribar a les semifinals de la Copa EHF, on va perdre davant el THW Kiel, fet i fet campió de la Copa. Va jugar al Brodomerkur tres temporades més, aconseguint els primers llocs de la lliga i els quarts de final de la Copa EHF.
El 2001, Balić va fitxar pel RK Metković Jambo. En la seva primera temporada en l'equip, va guanyar la Copa de Croàcia i la campionat de lliga. No obstant això, el seu títol de lliga va ser desposseït administrativament i lliurat al RK Zagreb. Aquella temporada va ser també la primera en què el Balić va jugar la Lliga de Campions de l'EHF. Balić va passar les següents temporades perfeccionant el seu joc, el que va quedar demostrat el 2003, quan es va convertir en el primer handbolista croat a guanyar el premi Jugador Mundial de l'Any de l'IHF i va ser elegit Handbolista Croata de l'Any el 2004.
Balic va ser membre de la selecció nacional d'handbol de Croàcia que va guanyar el Campionat del món d'handbol masculí de 2003 a Portugal. Va guanyar una medalla d'or en els Jocs Olímpics d'Atenes de 2004 i una medalla de plata al Campionat del món d'handbol masculí de 2005 a Tunísia, on va ser considerat l'MVP del torneig.
Després de jugar pel RK Metković fitxà pel Portland San Antonio. Va triar San Antonio per a poder jugar amb el seu ídol Jackson Richardson. Durant la seva primera temporada, va ajudar el club a guanyar la Lliga Asobal i va aconseguir els quarts de final de la Lliga de Campions. La temporada següent va veure a Balić en la seva primera i única final de la Lliga de Campions EHF 2005-06, en la qual el San Antonio va perdre davant un BM Ciudad Real en els dos partits de la final (va perdre 19-25 en l'anada i 28-37 en la tornada). Encara que no va guanyar la Lliga de Campions, va rebre el seu segon premi al Jugador Mundial de l'Any de la IHF El 2006. El 2007, Balić va ser triat millor atleta croat per Sportske novosti.
Posteriorment des de l'agost de 2008, pel Croatia Zagreb. Al Campionat d'Europa de 2006 a Suïssa, hi fou considerat l'MVP de la competició, un guardó que va repetir al Campionat d'Europa de 2007 a Alemanya. El 2006 fou triat per segon cop jugador de l'any de l'IHF, per davant de Florian Kehrmann i Olafur Stefansson.
El 2013, Balić va fitxar per l'equip alemany HSG Wetzlar. Cap al final de la temporada 2014-15, Balić va anunciar la seva retirada de l'handbol professional. El 5 de juny de 2015, Balić va jugar el seu últim partit professional d'handbol en una victòria per 29-24 contra el Göppingen, en què va marcar un gol i va fer cinc assistències.

## Carrera posterior
Després de retirar-se de l'handbol professional, Balić es va unir a l'equip tècnic de la Selecció masculina d'handbol de Croàcia sota la direcció del nou entrenador Željko Babić com a coordinador de l'equip, juntament amb els seus antics companys Petar Metličić com a assistent i Valter Matošević com a entrenador de porters. Com a part de l'equip, va guanyar la medalla de bronze al Campionat d'Europa de 2016 a Polònia amb la selecció nacional, i també va participar en la cinquena posició als Jocs Olímpics d'estiu de 2016 a Rio de Janeiro.
El 8 d'abril de 2021, la Federació Croata d'Handbol va nomenar Balić com a entrenador ajudant de Hrvoje Horvat al cos tècnic de la selecció sènior d'handbol de Croàcia. Balić va deixar el cos tècnic de la selecció nacional el 2023. El 12 de gener de 2024, Balić es va incorporar al cos tècnic del RK Split.

## Equips
- RK Split (1997-2001)
- RK Metković (2001-2004)
- Portland San Antonio (2004-2008)
- RK Zagreb (2008-2012)
- BM Atlético de Madrid (2012-2013)
- HSG Wetzlar (2013-2015)

## Palmarès

### Portland San Antonio
- Lliga ASOBAL (2005)
- Supercopa d'Espanya (2005-06)

### RK Metkovic
- Copa croata (2002)

### RK Zagreb
- Lliga Croata (2009, 2010, 2011, 2012)
- Copa Croata (2009, 2010, 2011, 2012)

### BM Atlético de Madrid
- Mundial de Clubs (2012)

### Internacional

#### Campionat del món
- Medalla d'or al Campionat del món de 2003
- Medalla d'argent al Campionat del món de 2005
- Medalla d'argent al Campionat del món de 2009

#### Campionat d'Europa
- Medalla d'argent al Campionat d'Europa de 2008
- Medalla d'argent al Campionat d'Europa de 2010
- Medalla de bronze al Campionat d'Europa de 2012

#### Jocs Olímpics
- Medalla d'or als Jocs Olímpics d'Estiu de 2004
- Medalla de bronze als Jocs Olímpics d'Estiu de 2012

### Consideracions personals
- 2 cops Jugador de l'any de l'IHF (2003 i 2006)
- Millor jugador del mundial (2003)
- Millor central de l'europeu (2004)
- Millor jugador dels Jocs Olímpics (2004)
- Millor jugador de l'europeu (2004)
- Millor central de la Lliga ASOBAL (2005)
- Millor jugador del mundial (2005)
- Millor central de la Lliga ASOBAL (2006)
- Millor jugador de l'europeu (2006)
- Millor esportista croata l'any (2007)
- Millor jugador del mundial (2007)
- Millor central de l'europeu (2008)
- Millor jugador de tots els temps segons l'IHF[20]